# Socialvetenskaplig tidskrift
Socialvetenskaplig tidskrift är en svensk vetenskaplig tidskrift.
Tidskriften publicerar artiklar inom ämnet Socialvetenskap. Socialvetenskaplig tidskrift utges av Förbundet för forskning i socialt arbete (FORSA) med stöd av Forskningsrådet för arbetsliv och socialvetenskap (FAS). Från januari 2015 har redaktionen flyttat över till Socialhögskolan i Lund. Avsikten är att redaktionen för Socialvetenskaplig Tidskrift skall cirkulera mellan de större universitetsorterna.